# Wilgoszcza
Wilgoszcza – wieś w Polsce położona w województwie śląskim, w powiecie zawierciańskim, w gminie Irządze.
| SIMC    | Nazwa          | Rodzaj    |
| ------- | -------------- | --------- |
| 0132760 | Eskimosy       | część wsi |
| 0132776 | Gawrońce       | część wsi |
| 0132799 | Nad Przepaścią | część wsi |
| 0132807 | Podkopce       | część wsi |
| 0132813 | Przymiary      | część wsi |
| 0132820 | Stara Wieś     | część wsi |
| 0132836 | Ściegna        | część wsi |

W przeszłości (ok. XIV–XIX w.) Wilgoszcza administracyjnie należała do powiatu lelowskiego, potem do powiatu włoszczowskiego (1867–1975).
W latach 1975–1998 miejscowość administracyjnie należała do województwa częstochowskiego.

## Nazwa
Nazwę miejscowości w zlatynizowanej staropolskiej formie Wylgoscha wymienia w latach (1470–1480) Jan Długosz w księdze Liber beneficiorum dioecesis Cracoviensis. Jako właściciela Długosz wymienia Jana Pukarzowskiego.